# Vätingen
Vätingen är ett skär i Hammarland på Åland. Skäret ligger i södra Björnhuvudfjärden i Hammarlands södra skärgård.
Vätingens area är 2,2 hektar och dess största längd är 270 meter i nord-sydlig riktning.